# Epigomphus gibberosus
Epigomphus gibberosus är en trollsländeart som beskrevs av Jean Belle 1988. Epigomphus gibberosus ingår i släktet Epigomphus och familjen flodtrollsländor. Inga underarter finns listade i Catalogue of Life.